# 中野松川駅
中野松川駅（なかのまつかわえき）は、長野県中野市大字中野にある長野電鉄長野線の駅である。駅番号はN20。
基本的に普通列車のみ停車するが、当駅が最寄駅である一本木公園のバラまつり期間中のみ一部の特急が臨時停車する。

## 歴史
- 1927年（昭和2年）4月28日：開業[1]。
- 2011年（平成23年）2月13日：B特急停車駅から除外される。

## 駅構造
単式ホーム1面1線を有する地上駅。木造駅舎を有する。無人駅である。かつては有人駅で、出札窓口跡は掲示板となっている。

## 利用状況
2015年度の一日平均乗車人員は71人である。
各年度の一日平均乗車人員の推移は下記のとおり。
| 年度   | 一日平均 乗車人員 |
| ------ | ----------------- |
| 2000年 | 161               |
| 2001年 | 128               |
| 2002年 | 101               |
| 2003年 | 90                |
| 2004年 | 150               |
| 2005年 | 134               |
| 2006年 | 126               |
| 2007年 | 115               |
| 2008年 | 115               |
| 2009年 | 104               |
| 2010年 | 107               |
| 2011年 | 104               |
| 2012年 | 77                |
| 2013年 | 74                |
| 2014年 | 70                |
| 2015年 | 71                |
| 2016年 | 68                |
| 2017年 | 77                |
| 2018年 | 79                |

## 駅周辺
- 中野市立中野小学校
- 中野松川郵便局
- 一本木公園
- 中野市営野球場

## バス路線
駅前の市道（大門通り）上に長電バスの松川駅停留所がある。

### 長電バス
- 上林線
  - 中野駅 - 中町 - 松川駅 - イオン中野店 - 竹原 - 夜間瀬 - 湯田中駅 - 渋温泉 - 上林温泉
- 菅線 
  - 中野駅 - 中町 - 松川駅 - イオン中野店 - 長元坊団地 - 竹原駅 - 戸狩 - 湯田中駅
  - 中野駅 - 中町 - 松川駅 - イオン中野店 - 長元坊団地 - 竹原駅 - 戸狩 - 佐野入口 - 菅

## 隣の駅
長野電鉄
■長野線
■A特急・■B特急
通過（バラ祭り開催時はA特急が土休日に臨時停車）
■普通
信州中野駅 (N19) - 中野松川駅 (N20) - 信濃竹原駅 (N21)